# Rybitwa białoczelna
Rybitwa białoczelna (Sternula albifrons) – gatunek średniego ptaka wodnego z rodziny mewowatych (Laridae).

## Systematyka
Takson ten był łączony przez niektórych autorów w jeden gatunek z rybitwą małą (S. antillarum), a niekiedy także z rybitwą malutką (S. saundersi). Międzynarodowy Komitet Ornitologiczny (IOC) wyróżnia cztery podgatunki: S. a. albifrons, S. a. guineae, S. a. sinensis i S. a. placens. Opisano także dwa kolejne, nieuznawane obecnie podgatunki: innominata i pusilla. 

## Występowanie
Gnieździ się w Europie, Azji, Afryce i Australii, choć jej zasięg nie jest ciągły. Zamieszkuje w zależności od podgatunku:
- rybitwa białoczelna[6] (Sternula albifrons albifrons) – Europa (zachodnie, południowe oraz bałtyckie wybrzeża – na północy granicą zasięgu jest południowa Skandynawia i Zatoka Fińska; ponadto Europa Wschodnia) i dalej na wschód aż po Azję Środkową, Irak i Zatokę Perską, północna Afryka. Być może również Kenia i wyspy zachodniej części Oceanu Indyjskiego. Zimuje na wybrzeżach Oceanu Indyjskiego od Afryki Wschodniej po zachodnie Indie, również nad Morzem Śródziemnym.

W Europie Środkowej spotkać ją można głównie na wybrzeżu Morza Północnego i Bałtyku. W Polsce gnieździ się nielicznie, głównie na wybrzeżu i nad dużymi rzekami – Wisłą, Bugiem i Odrą, dawniej także Narwią, Wartą i Pilicą. Przeloty w kwietniu–maju i sierpniu–wrześniu.
- Sternula albifrons guineae – wybrzeże Atlantyku od Ghany do Gabonu, dorzecze Nigru, w bardzo małej liczbie również na wybrzeżu Mauretanii i Senegalu.
- rybitwa drobna[6] (Sternula albifrons sinensis) – Pakistan (dorzecze Indusu), Indie, Sri Lanka na wschód przez wschodnią i południowo-wschodnią Azję po południowo-wschodnią Rosję, Nową Brytanię, Wyspy Salomona oraz północne i północno-zachodnie wybrzeża Australii; także wyspa Saipan (Mariany Północne).
- Sternula albifrons placens – wschodnie i południowo-wschodnie wybrzeża Australii oraz wschodnia Tasmania.

## Charakterystyka

### Wygląd

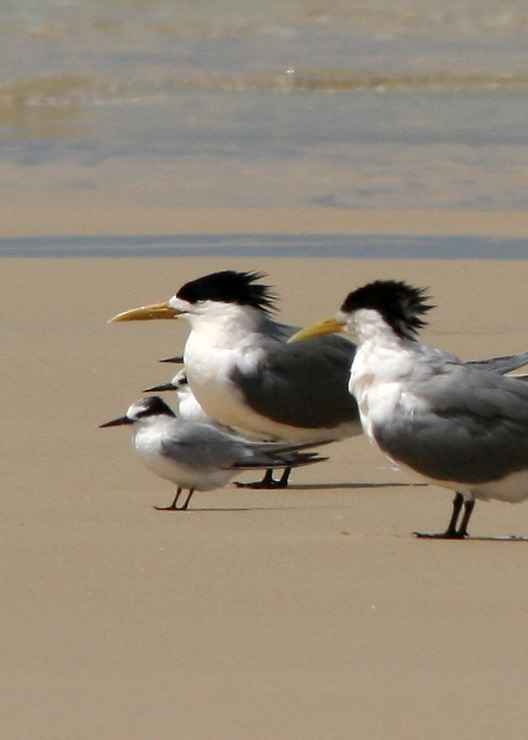
Rybitwa białoczelna w szacie spoczynkowej obok dużo większej rybitwy złotodziobej

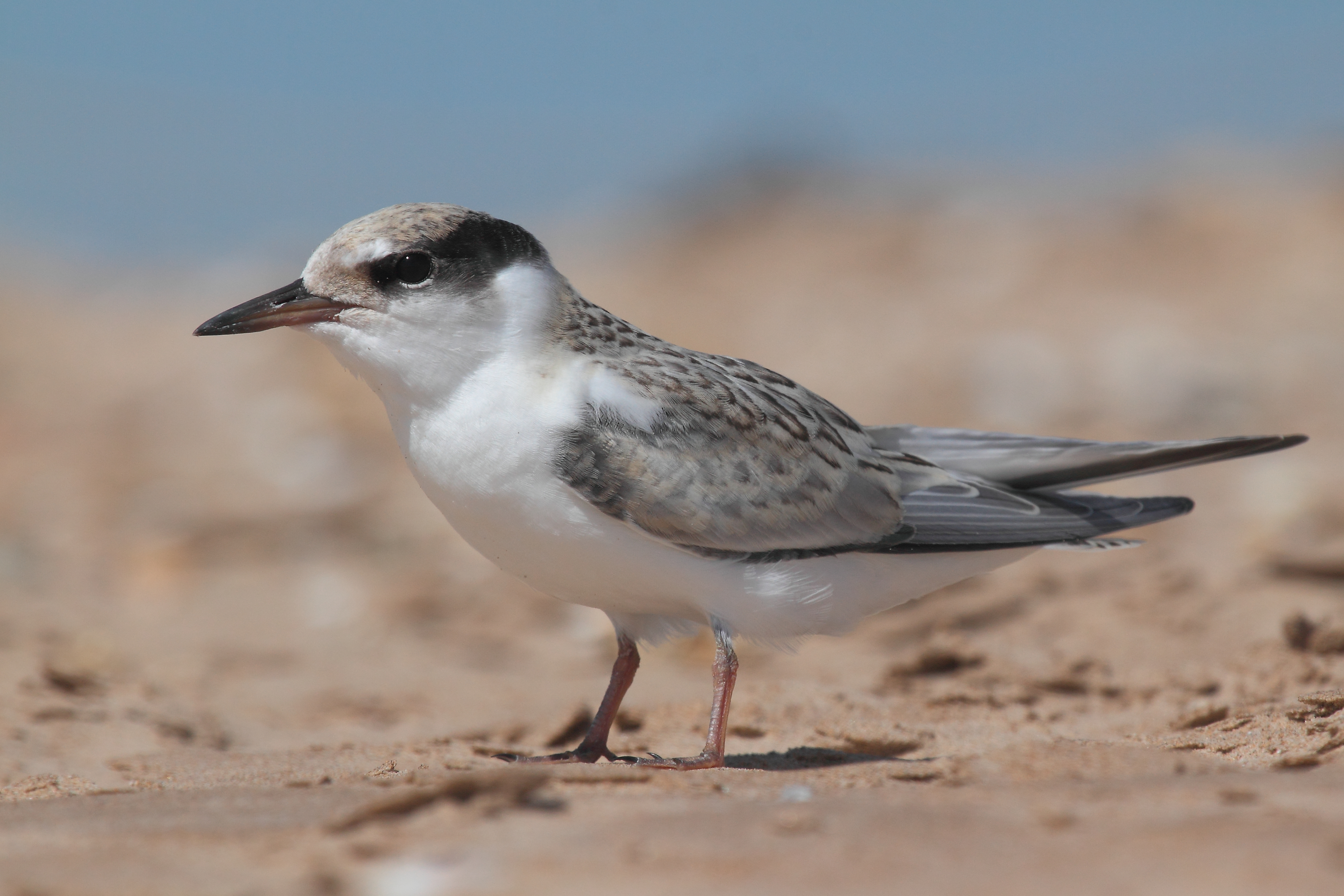
Osobnik młodociany

To najmniejsza występująca w Polsce rybitwa, wielkości jerzyka, a mniejsza od rybitwy rzecznej. Ma krępą sylwetkę. Brak wyraźnego dymorfizmu płciowego. W upierzeniu godowym czoło jest białe (biała plama klinowato ciągnie się do oka), kantarek i wierzch głowy (czapeczka) czarne, grzbiet i skrzydła popielate, II i III lotka dłoniowa długich i wąskich skrzydeł jest czarna. Reszta ciała biała. Dziób smukły, żółty z czarnym końcem, nogi krótkie, żółtopomarańczowe. W upierzeniu spoczynkowym od sierpnia wierzch głowy ciemnobrązowy z białymi plamkami, większa część czoła biała bez czarnego kantarka, a brunatny kark przemieszany z białymi piórkami. Dziób czarny. Wokół oka widać szaroczarną plamę. Osobniki młodociane podobne do dorosłych w szacie spoczynkowej, jednak na grzbiecie i skrzydłach ciemny rysunek, ponadto ciemne przednie krawędzie skrzydeł i ich końcówki.

### Wymiary średnie
długość ciała ok. 21–27 cm
rozpiętość skrzydeł ok. 45–55 cm
masa ciała ok. 40–60 g

### Zachowanie
Jej lot, choć szybki i zwinny, jest mniej zgrabny niż u innych rybitw – szybko uderza skrzydłami. W powietrzu widać koniec jej ogona z lekkim wcięciem o długości 2–5 cm, bardziej wydłużony u ptaków lęgowych. Potrafi nurkować ze znacznej wysokości do kilkunastu centymetrów głębokości, nawet do 80. Często zdarza jej się zawisać w locie. Dużo czasu spędza latając, rzadko chodzi po ziemi. Jest ptakiem płochliwym, choć nie ukrywa się starając się siadać na odsłoniętych, nieporośniętych miejscach nad wodą.

### Głos
Swoją obecność manifestuje głośnym i powtarzanym „kri-ik”, skrzypiącym, przenikliwym „kirri kirri kirri” lub krótkim „kitt”.

## Biotop
Wybrzeża mórz i brzegi rzek oraz wyspy w ich nurcie. Oprócz tego zalane wyrobiska i żwirownie. Może zalatywać w głąb lądu. Lecąc nad zimowiska trzyma się głównie wybrzeży, unikając raczej lądu. Preferuje pionierskie stanowiska, gdzie roślinność jest w początkowym stadium swojego rozwoju na danym terenie. Takie miejsca w Europie Środkowej zdarzają się coraz rzadziej.

## Okres lęgowy

### Toki
Na lęgowiska rybitwy wracają w kwietniu i maju. Toki zaczynają się od stadnych lotów, podczas których jedne ptaki trzymają w dziobach małe ryby w dziobach, a inne w tym czasie starają się im je odebrać. Następnie parę ptaków nagle wznosi się w górę bardzo wysoko, by zaraz potem rozpocząć pikowanie w dół, jeden obok drugiego. Po tym rytuale nadchodzi czas na podarowanie rybki swojej partnerce. Są to swego rodzaju „zaręczyny”, które kończą się na ziemi wieloma charakterystycznymi ruchami. Po zawarciu „małżeństwa” samica bierze się za budowę gniazda. Pary są monogamiczne.

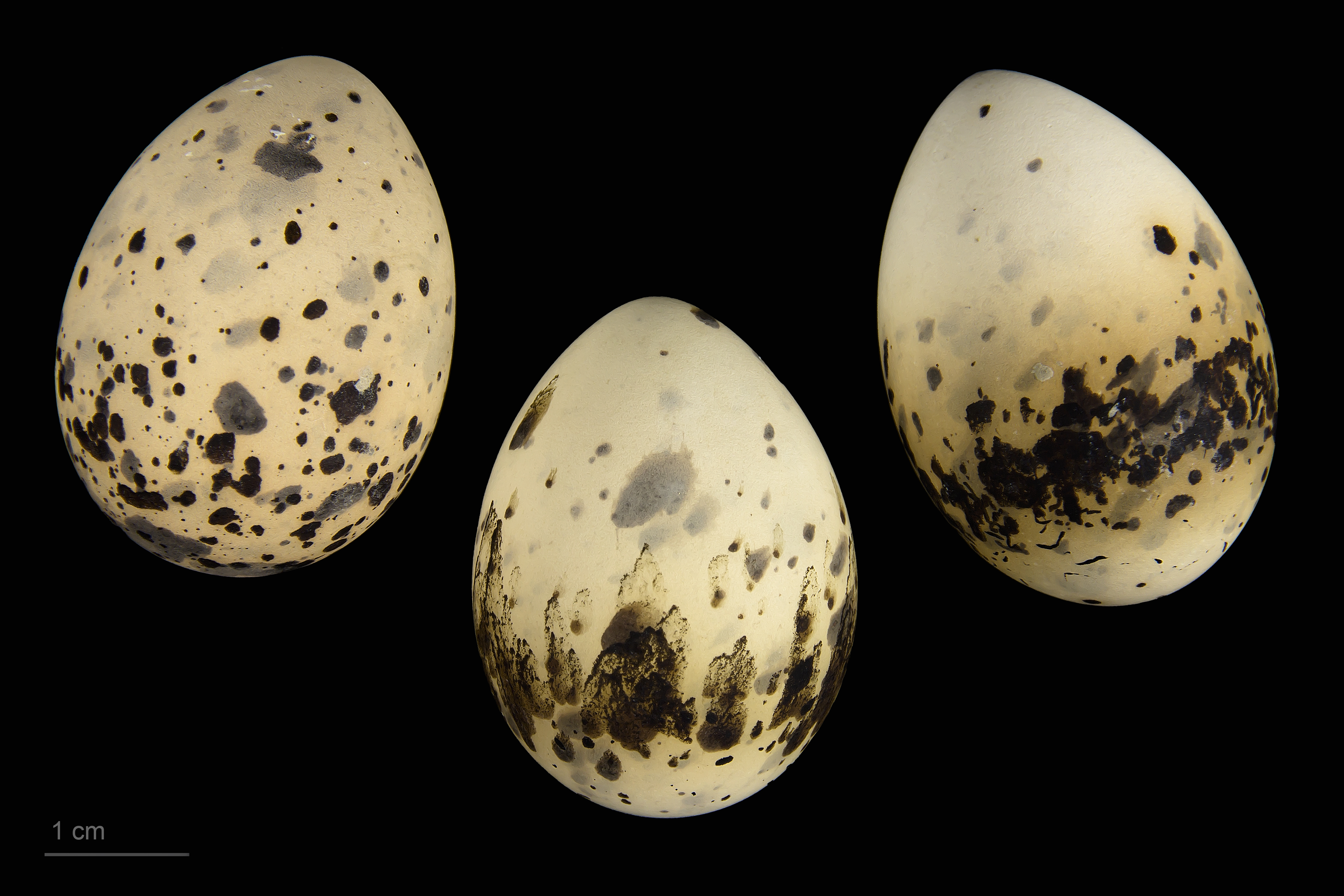
Jaja z kolekcji muzealnej

### Gniazdo
Znajduje się na piaszczystym lub żwirowatym brzegu, wyspach, aluwiach rzek i nad jeziorami, rzadziej na platformach z pływających roślin. Samica ugniata piersią płytką jamkę w ziemi, żwirze lub wyschniętym mule, otaczając ją potem małymi muszlami i kamieniami. Rybitwy białoczelne zakładają małe kolonie oddalone w pewnym stopniu od gniazd mew i innych rybitw, a czasem w towarzystwie lęgów rybitwy rzecznej.

### Jaja
W ciągu roku wyprowadza jeden lęg, składając w kwietniu–czerwcu (na półkuli północnej) 2–3 kremowe jaja w gęste ciemne plamki.

### Wysiadywanie i dorastanie
Jaja wysiadywane są przez okres 20–24 dni najpierw tylko przez samicę, potem zastępuje ją samiec. Przez pierwszy okres po wykluciu jeden z partnerów zostaje i ogrzewa młode, podczas gdy drugi wyrusza szukać dla nich pokarmu. Co jakiś czas ptaki zamieniają się rolami. Puch młodych jest szarożółty z plamami na grzbiecie. Pisklęta osiągają zdolność do lotu w wieku 3 tygodni. Rybitwy opuszczają lęgowiska w lipcu i sierpniu.

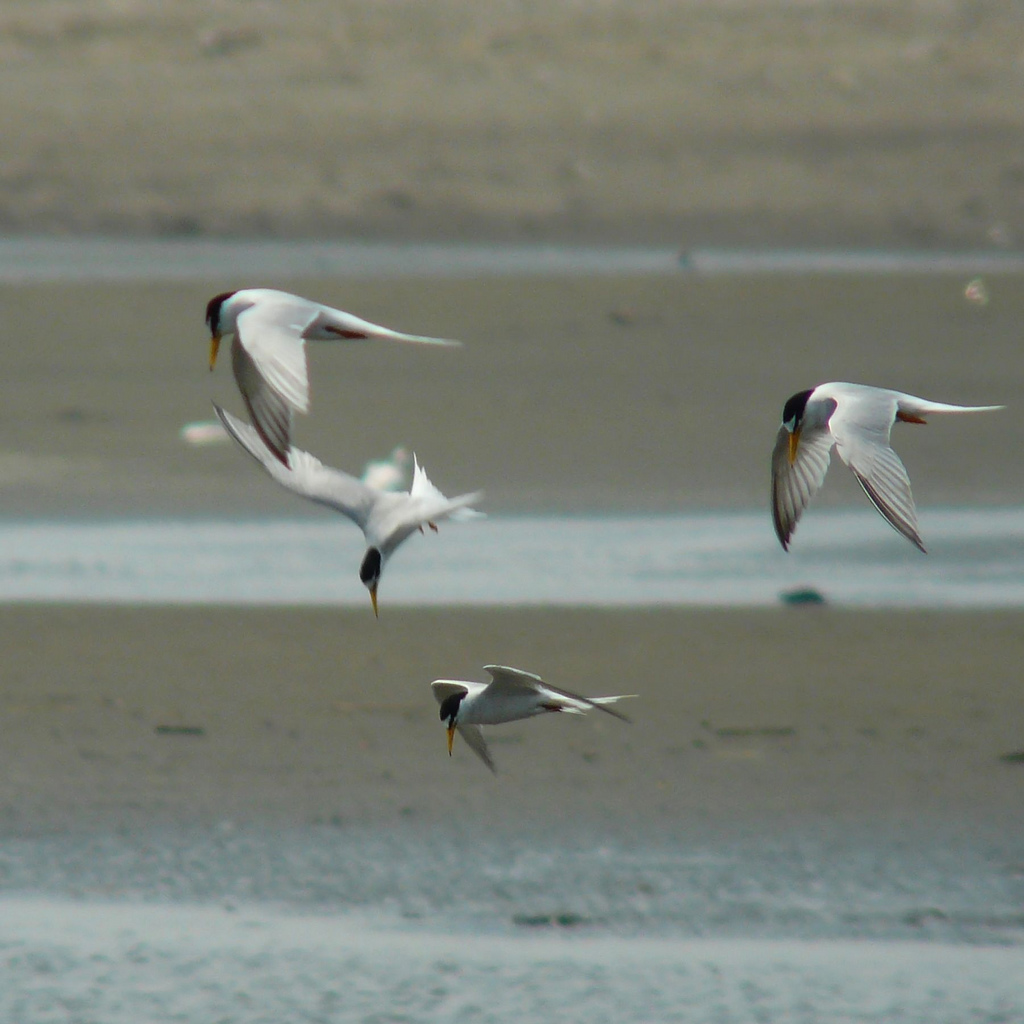
Rybitwy krążące nad plażą w czasie odpływu w trakcie polowania na ryby, Tokio

## Pożywienie
Ryby do 6 cm długości oraz lądowe i wodne bezkręgowce m.in. skorupiaki, mięczaki i owady.
Żeruje latając parę metrów nad powierzchnią wody. Ryby łowi poprzez rzucanie się na nie z 2–3 metrów do wody z lotu ślizgowego. Owady może wyłapywać w locie lub zbierać z roślin.

## Status i ochrona
Międzynarodowa Unia Ochrony Przyrody (IUCN) uznaje rybitwę białoczelną za gatunek najmniejszej troski (LC – Least Concern) nieprzerwanie od 1988 roku. Liczebność populacji światowej w 2015 roku szacowano na 190–410 tysięcy osobników. Trend liczebności populacji uznawany jest za spadkowy.
W Polsce gatunek jest objęty ścisłą ochroną gatunkową oraz wymagający ochrony czynnej, dodatkowo obowiązuje zakaz fotografowania, filmowania lub obserwacji, mogących powodować płoszenie lub niepokojenie. W latach 2013–2018 liczebność populacji lęgowej na terenie kraju szacowano na 700–1100 par. Na Czerwonej liście ptaków Polski rybitwa białoczelna sklasyfikowana została jako gatunek narażony (VU). Do zagrożeń dla gatunku należy utrata siedlisk lęgowych przez zagospodarowywanie plaż oraz regulację rzek. Ptak ten zakłada gniazda blisko lustra wody, dlatego jest silnie narażony  na zmiany poziomu wód w rzekach.